# إرنست لافي (ملحن)
إرنست لافي هو عالم موسيقى وعازف بيانو وملحن سويسري، ولد في 18 نوفمبر 1895 في بازل في سويسرا، وتوفي في 19 أبريل 1981 في مورس في سويسرا.

## وصلات خارجية
- إرنست لافي على موقع ميوزك برينز (الإنجليزية)
- إرنست لافي على موقع أول ميوزيك (الإنجليزية)
- إرنست لافي على موقع ديسكوغز (الإنجليزية)